# Sisay Bezabeh
Sisay Bezabeh (ur. 9 września 1977 w Aselli w regionie Oromia) – etiopski lekkoatleta, długodystansowiec, przez większość kariery reprezentujący Australię.
Jako junior, reprezentując Etiopię, wygrał (z najlepszym czasem spośród wszystkich zawodników) bieg eliminacyjny na 5000 metrów podczas mistrzostw świata juniorów w Sydney (1996), jednak nie wystartował w biegu finałowym na tym dystansie. Mistrz Australii w kategorii młodzieżowców oraz seniorów. W 2002 został międzynarodowym mistrzem Nowej Zelandii w biegu na 10 000 metrów.
Także jego młodszy brat – Alemayehu z powodzeniem uprawia lekkoatletykę (reprezentuje Hiszpanię i jest m.in. pięciokrotnym złotym medalistą mistrzostw Europy w przełajach).

## Osiągnięcia
| Rok  | Impreza                                   | Miejsce      | Konkurencja              | Lokata            | Wynik    |           |
| ---- | ----------------------------------------- | ------------ | ------------------------ | ----------------- | -------- | --------- |
| 1996 | Mistrzostwa świata w biegach przełajowych | Stellenbosch | juniorzy                 | 13. miejsce       | 25:43    | Etiopia   |
| 1996 | Mistrzostwa świata juniorów               | Sydney       | bieg na 10 000 m         | 8. miejsce        | 28:55,97 | Etiopia   |
| 2000 | Igrzyska olimpijskie                      | Sydney       | bieg na 10 000 m         | el. – 25. miejsce | 28:21,63 | Australia |
| 2001 | Mistrzostwa świata w biegach przełajowych | Ostenda      | seniorzy (długi dystans) | 73. miejsce       | 43:08    | Australia |
| 2002 | Mistrzostwa świata w biegach przełajowych | Dublin       | seniorzy (długi dystans) | 85. miejsce       | 38:05    | Australia |
| 2002 | Igrzyska Wspólnoty Narodów                | Manchester   | bieg na 10 000 m         | 9. miejsce        | 28:37,12 | Australia |
| 2004 | Igrzyska olimpijskie                      | Ateny        | maraton                  | 60. miejsce       | 2:25:26  | Australia |

## Rekordy życiowe
- Bieg na 5000 m – 13:33,23 (2000)
- Bieg na 10 000 m – 27:49,09 (2002)
- Półmaraton – 1:01:54 (2004)
- maraton – 2:11:08 (2003)